# متتبع صغري
في عمارة الحاسوب أو الهندسة، يعتبر المُتتبِّع الصغري (Microsequencer) جزء من وحد التحكم لوحدة المعالجة المركزية. تقوم بتوليد العناوين المستخدمة للوصول إلى البرنامج الصغير لتحكم بالمخزونات.
عادة يتم إنشاء العناوين بمزيج بين عداد ،و حقل من التعليمات الدقيقة، ومجموعه جزئية من تعليمات السجل. يستخدم العداد تحديد العملية الدقيقة التالية لتنفيذها. ويستخدم الحقل للقفز (jumps) أو المنطق.
بما أن وحدة المعالجة المركزية تقوم بتنفيذ مجموعة تعليمات، فمن المفيد أن نقوم بعملية فك تشفير أجزاء التعليمات مباشرة في المنظم، لاختيار مجموعة من المنظمات الصغيرة لتقوم بتعليمات وحدة المعالجة المركزية.
معظم وحدة المعالجة المركزية الحديثة أكثر تعقيداً من هذا الوصف. فهي تميل إلى أن يكون لديها أجهزة صغيرة متعددة و متعاونة مع منطق مخصص تقوم بكشف والتعامل مع التدخلات بين الأجهزة الصغيرة.